# Noyal-Châtillon-sur-Seiche
Noyal-Châtillon-sur-Seiche (tiếng Breton: Noal-Kastellan) là một xã của tỉnh Ille-et-Vilaine, thuộc vùng Bretagne, miền tây bắc nước Pháp.

## Dân số
Người dân ở Noyal-Châtillon-sur-Seiche được gọi là Castelnodais.
| Năm | 1962 | 1968 | 1975 | 1982 | 1990 | 1999 |
| --- | ---- | ---- | ---- | ---- | ---- | ---- |
| Dân số | 1857 | 2147 | 2954 | 3168 | 4313 | 5635 |
| From the year 1962 on: No double counting—residents of multiple communes (e.g. students and military personnel) are counted only once. |      |      |      |      |      |      |